# Okręg wyborczy nr 37 do Sejmu Rzeczypospolitej Polskiej (1991–1993)
Okręg wyborczy nr 37 do Sejmu Rzeczypospolitej Polskiej (1991–1993) obejmował  część województwa katowickiego. W ówczesnym kształcie został utworzony w 1991. Wybieranych było w nim 13 posłów w systemie proporcjonalnym.
Siedzibą okręgowej komisji wyborczej były Gliwice.

## Wybory parlamentarne 1991
Głosowanie odbyło się 27 października 1991.
| Komitet wyborczy                                      | Komitet wyborczy                                                  | Głosów | %     | Mandaty | Wybrani posłowie              |
| ----------------------------------------------------- | ----------------------------------------------------------------- | ------ | ----- | ------- | ----------------------------- |
|                                                       | Unia Demokratyczna                                                | 44 719 | 12,40 | 2       | Andrzej Potocki, Józef Meisel |
|                                                       | Konfederacja Polski Niepodległej                                  | 39 497 | 10,95 | 1       | Andrzej Andrzejczak           |
|                                                       | Kongres Liberalno-Demokratyczny                                   | 34 645 | 9,61  | 1       | Bogusław Choina               |
|                                                       | Porozumienie Obywatelskie Centrum                                 | 30 922 | 8,57  | 1       | Czesław Sobierajski           |
|                                                       | Sojusz Lewicy Demokratycznej                                      | 28 563 | 7,92  | 1       | Wacław Martyniuk              |
|                                                       | Mniejszość Niemiecka                                              | 27 307 | 7,57  | 1       | Willibald Fabian              |
|                                                       | Niezależny Samorządny Związek Zawodowy „Solidarność”              | 24 010 | 6,66  | 1       | Tadeusz Jedynak               |
|                                                       | Ruch Autonomii Śląska                                             | 19 800 | 5,49  | 1       | Paweł Musioł                  |
|                                                       | Wyborcza Akcja Katolicka                                          | 18 363 | 5,09  | 1       | Jadwiga Rudnicka              |
|                                                       | Partia Chrześcijańskich Demokratów                                | 14 145 | 3,92  | 1       | Janusz Steinhoff              |
|                                                       | Polska Partia Przyjaciół Piwa                                     | 13 789 | 3,82  | 1       | Tomasz Bańkowski              |
|                                                       | Polskie Stronnictwo Ludowe Sojusz Programowy                      | 11 328 | 3,14  | –       |                               |
|                                                       | Unia Polityki Realnej                                             | 9336   | 2,59  | –       |                               |
|                                                       | Chrześcijańska Demokracja                                         | 9028   | 2,50  | –       |                               |
|                                                       | Solidarność Pracy                                                 | 5696   | 1,58  | –       |                               |
|                                                       | Polska Partia Ekologiczna – Zieloni                               | 4800   | 1,33  | –       |                               |
|                                                       | Stronnictwo Demokratyczne                                         | 4058   | 1,13  | –       |                               |
|                                                       | Ruch Obrony Samorządności                                         | 3354   | 0,93  | –       |                               |
|                                                       | Porozumienie Ludowe                                               | 3025   | 0,84  | –       |                               |
|                                                       | Koalicja Polskiej Partii Ekologicznej i Polskiej Partii Zielonych | 2981   | 0,83  | –       |                               |
|                                                       | Solidarność 80                                                    | 2979   | 0,83  | –       |                               |
|                                                       | Zdrowa Polska - Sojusz Ekologiczny                                | 2314   | 0,64  | –       |                               |
|                                                       | Polski Związek Zachodni                                           | 2104   | 0,58  | 1       | Danuta Wierzbicka             |
|                                                       | Ruch Demokratyczno-Społeczny                                      | 1881   | 0,52  | –       |                               |
|                                                       | Stronnictwo Narodowe                                              | 1271   | 0,35  | –       |                               |
|                                                       | Blok Ludowo-Chrześcijański                                        | 737    | 0,20  | –       |                               |
| Frekwencja: 40,87% Źródło: Państwowa Komisja Wyborcza |                                                                   |        |       |         |                               |